# Иванщина (река)
Ива́нщина — река в городском округе Шаховская Московской области России, правый приток Малой Иночи.
Длина — 12 км. Берёт начало у села Никольского, в 9 км юго-западнее села Середа на автодороге Уваровка — Шаховская, впадает в реку Малую Иночь в 2 км западнее деревни Дор.
Река равнинного типа. Питание преимущественно снеговое. Замерзает в середине ноября, вскрывается в середине апреля. Берега покрыты смешанными и берёзово-осиновыми лесами, крутыми излучинами река огибает моренные холмы.